# 陳田 (大木匠師)
陳田，又稱田司（1892年—？），生於清光緒十八年台北中和人氏，為大木匠師陳應彬（彬司）徒弟，傳承泉州大木匠師技法，曾與彬司之子陳己同共同承攬三峽長福巖，陳田負責前殿主要結構與雕刻，艋舺晉德宮則與王益順對場作；龍邊由王益順承造，虎邊則由陳田承造，兩邊尺寸相同，各有設計特色。